# El Tepozteco
El Tepozteco ist eine archäologische Stätte im mexikanischen Bundesstaat Morelos in der Gemeinde Tepoztlán. Sie besteht aus einem kleinen Tempel, der Tepoztecatl, dem aztekischen Gott des Pulque, gewidmet ist.
Die archäologische Stätte kann über einen steilen Fußweg, der in Tepoztlán beginnt, erreicht werden.

## Geschichte
Die Pyramide des Tepozteco wurde in der Mitte der postklassischen Periode auf einem Gipfel der Sierra de Tepotztlan über der präkolumbianischen Stadt Tepoztlán erbaut. Der Tempel war wichtig genug, um selbst Pilger aus der Region des späteren Guatemala anzuziehen.
Die Pyramide besteht aus einer 6,4 m hohen Plattform, auf der die 3,3 m hohe Basis steht. Darauf wiederum befindet sich ein 2,7 m hoher Raum. In der Mitte dieses Raumes wurde eine kleine Öffnung mit Spuren von Kohle und Copal gefunden.